# Парадоксография
Парадоксография — жанр сочинений о чудесных и необыкновенных вещах (об удивительных предметах и явлениях природы, животных и растениях, сооружениях, обычаях дальних народов и т. п.).
Авторы-парадоксографы обычно извлекают разнообразные занимательные сведения из других сочинений — философских, историко-географических, естественно-научных, собирая их вместе и систематизируя.
Сам по себе термин «парадоксография» не является древним, его впервые ввел немецкий филолог-эллинист Антон Вестерманн в 1839 году.

## История жанра

### Античность
Парадоксография как жанр существовала уже в Древней Греции. До нас дошло сочинение Палефата (предположительно IV в. до н. э.) «О невероятном» (Περὶ ἀπίστων) в 52 главах. Основоположником парадоксографии считается Каллимах из Кирены (III в. до н. э.), труд которого «Свод чудесных явлений всей земли по местностям» (Θαυμάτων τῶν εἰς ἅπασαν τὴν γῆν κατὰ τόπους συναγωγή) не сохранился. Сохранились «Рассказы о диковинах», приписываемые Аристотелю. Известны также: Антигон из Каристы (III—II вв. до н. э.) — автор сохранившегося целиком «Свода невероятных рассказов» (Ἱστοριῶν παραδόξων συναγωγή) в 173 главах, скульптор Мирсил из Мефимны — автор «Ίστορικά παραδόξα» (III в. до н. э.), Аполлоний Парадоксограф (ит., II в. до н. э.) — автор сохранившихся в значительной части «Невероятных историй» (Ἱστορίαι Θαυμάσιαι), Полемон из Илиона (II в. до н. э.), Александр Полигистор (I в. до н. э.), Николай Дамасский (I в. н. э.), Флегонт из Тралл (I в. н. э.) — автор «Удивительных историй» (Περὶ θαυμασίων) и «О долгожителях» (Περὶ μακροβίων), Исигон Никейский (I в. н. э.), Гераклит-парадоксограф — автор сочинения «Опровержение или исцеление от мифов, переданных вопреки природе», кратко называемого «О невероятном» (Περὶ ἀπίστων), в 39 главах (I—II вв. н. э.), Адамантий, врач и софист IV в. н. э. Отчасти к этому же жанру относятся «Пёстрые рассказы» Клавдия Элиана и «Собрание достопамятных сведений» Солина. Сохранились два анонимных сочинения III—IV вв. н. э. — Флорентийский и Ватиканский парадоксографы. Более позднему времени принадлежит дошедшее с именем Филона Византийского сочинение «О семи чудесах», которое, на основании данных языка, относят к началу VI в. н. э.
В Древнем Риме известны были подобные сочинения Варрона — «Об удивительных явлениях» (De admirandis) и Цицерона (оба не сохранились). В «Естественной истории» Плиния Старшего есть много сообщений о диковинах.

### Средневековье
В период раннего Средневековья, примерно с V по XI в., происходит если не отторжение, то по крайней мере подавление чудесного. В XII—XIII вв., по словам Жака Ле Гоффа, «происходит подлинное вторжение чудесного в ученую культуру». При этом оживляется и античная парадоксографическая традиция: появляются «Императорские досуги» Гервасия Тильберийского, «О забавных разговорах придворных» (De Nugis Curialium) Вальтера Мапа, «Книга Марко Поло», «Книга чудес» Раймунда Луллия, «Путешествия сэра Джона Мандевиля». Во многом к этой традиции относятся антиведьмовские «Демономания» Жана Бодена и Daemonolatria Никола Реми.

### Новое время
Особенно много сочинений такого рода появляется в эпоху барокко: Heilsames Gemisch Gemasch Абрахама а Санта-Клара, L’Amphitéâtre sanglant Жана-Пьера Камю, многочисленные компиляции Якоба Даниэля Эрнста, Эразма Франциски, Георга Филиппа Харсдерффера, Sylva variarum lectionum Петра Мексиаса, «Удивительные истории» («Histories admirables») Симона Гулара, «Гексамерон» Антонио Торквемады, Anthropodemus Plutonicus Иоганна Преториуса, Theatrum Tragicum Франсуа Россе, Miscellanies Джона Обри.
Парадоксографическая традиция отразилась в «Гаргантюа и Пантагрюэле» Франсуа Рабле, «Симплициссимусе» Гриммельсгаузена, «Путешествиях Гулливера» Свифта.
В XX веке продолжением жанра служит литература об «аномальных явлениях». Огромное влияние имели «Книга проклятых» Чарльза Форта и «Утро магов» Луи Повеля и Жака Бержье. В СССР подобную функцию выполняли книги Александра Горбовского и сочинения Александра Казанцева о «палеоконтакте».
Петр Вайль применил термин «парадоксография» по отношению к современной сенсационной журналистике.

## Переводы первоисточников
- Псевдо-Аристотель. Рассказы о диковинах; Флегонт из Тралл. Удивительные истории. О долгожителях. Олимпиады // Чудеса и оракулы в эпоху древности и средневековья. М.: Крафт+; Ин-т востоковедения РАН, 2007. 400 с. ISBN 978-5-93675-130-1 С. 168—225, 234—313.
- Палефат. О невероятном / пер. и комм. В. Н. Ярхо // Вестник древней истории. 1988. № 3. С. 216—237; № 4. С. 219—233.
- Гераклит Парадоксограф. Опровержение или исцеление от мифов, переданных вопреки природе / пер. с древнегр., вступ. статья и комм. В. Н. Ярхо // Вестник древней истории. 1992. № 3.
- Ватиканский аноним. О невероятном / пер. с древнегр., вступ. статья и комм. В. Н. Ярхо // Вестник древней истории. 1992. № 3.